# Rhinotragus
Rhinotragus is een kevergeslacht uit de familie van de boktorren (Cerambycidae). De wetenschappelijke naam van het geslacht werd voor het eerst geldig gepubliceerd in 1824 door Germar.

## Soorten
Rhinotragus omvat de volgende soorten:
- Rhinotragus analis Audinet-Serville, 1833
- Rhinotragus antonioi Clarke, 2012
- Rhinotragus apicalis Guérin-Méneville, 1844
- Rhinotragus bizonatus Gounelle, 1911
- Rhinotragus conformis Monné & Fragoso, 1990
- Rhinotragus dorsiger Germar, 1824
- Rhinotragus festivus Perty, 1832
- Rhinotragus longicollis Bates, 1880
- Rhinotragus lucasii Thomson, 1861
- Rhinotragus martinsi Peñaherrera & Tavakilian, 2003
- Rhinotragus monnei Clarke, 2012
- Rhinotragus robustus Peñaherrera & Tavakilian, 2003
- Rhinotragus sulphureus Giesbert, 1991
- Rhinotragus trilineatus White, 1855
- Rhinotragus trizonatus Blanchard, 1832